# Список глав государств в 1965 году
| 1964 ← Список глав государств по годам → 1966 |

В списке перечислены лидеры государств по состоянию на 1965 год. В том случае, если ведущую роль в государстве играет коммунистическая партия, указан как де-юре глава государства — председатель высшего органа государственной власти, так и де-факто — глава коммунистической партии.
Цветом выделены страны, в которых в данном году произошли смены власти вследствие следующих событий:
- Получение страной независимости;
- Военный переворот, революция, всеобщее восстание ;
- Президентские выборы;
- парламентские выборы, парламентский кризис;
- Смерть одного из руководителей страны;
- Иные причины.

## Азия
|                                                          | Арабские эмираты (протектораты Великобритании)                                  |                                                                                 |                                                                        | | |  |
|                                                          |                                                                                 | Абу-Даби                                                                        | Эмир                                                                   | Шахбут ибн Султан Аль Нахайян | 1928 год—1966 год |  |
|                                                          | Аджман                                                                          | Эмир                                                                            | Рашид III ибн Хумайд                                                   | 1928 год—1981 год | |  |
|                                                          | Дубай                                                                           | Шейх                                                                            | Рашид ибн Саид Аль Мактум                                              | 1958 год—1971 год | |  |
|                                                          | Рас-эль-Хайма                                                                   | Эмир                                                                            | Сакр ибн Мухаммад                                                      | 1948 год—2010 год | |  |
|                                                          | Умм-эль-Кайвайн                                                                 | Эмир                                                                            | Ахмад II бин Рашид аль-Муалла                                          | 1929 год—1981 год | |  |
|                                                          | Эль-Фуджайра                                                                    | Шейх                                                                            | Мохаммед бин Хамад                                                     | 1938 год—1974 год | |  |
|                                                          | Шарджа                                                                          | Шейх                                                                            | Сакр III бин Султан Халид III бин Мухаммад                             | 1951 год—1965 год 1965 год—1972 год | |  |
|                                                          | Афганистан                                                                      | Афганистан                                                                      | Король                                                                 | Захир-шах | 1933 год—1973 год |  |
| Премьер-министр                                          | Афганистан                                                                      | Афганистан                                                                      | Мухаммед Юсуф Мохаммад Майвандваль                                     | 1963 год—1965 год 1965 год—1967 год | |  |
|                                                          | Бахрейн (протекторат Великобритании)                                            | Бахрейн (протекторат Великобритании)                                            | Хаким                                                                  | Иса ибн Салман Аль Халифа | 1961 год—1971 год |  |
|                                                          | Союз Бирма                                                                      | Союз Бирма                                                                      | Председатель Революционного совета                                     | Не Вин | 1962 год—1974 год |  |
| Премьер-министр                                          | Союз Бирма                                                                      | Союз Бирма                                                                      | 1958 год—1960 год, 1962 год—1974 год                                   | Не Вин | |  |
| Флаг Брунея                                              | Бруней (протекторат Великобритании)                                             | Бруней (протекторат Великобритании)                                             | Султан                                                                 | Омар Али Сайфуддин III | 1950 год—1967 год |  |
|                                                          | Бутан                                                                           | Бутан                                                                           | Король                                                                 | Джигме Дорджи Вангчук | 1952 год—1972 год |  |
|                                                          | Республика Вьетнам                                                              | Республика Вьетнам                                                              | Президент                                                              | Фан Кхак Шыу Нгуен Ван Тхьеу | 1964 год—1965 год 1965 год—1975 год |  |
| Премьер-министр                                          | Республика Вьетнам                                                              | Республика Вьетнам                                                              | Чан Ван Хыонг Нгуен Суан Оань Фан Хюи Куат Нгуен Као Ки                | (1964 год—1965 год, 1968 год—1969 год) (1964 год, 1965 год) 1965 год 1965 год—1967 год                                                                             | |  |
|                                                          | Демократическая Республика Вьетнам                                              | Демократическая Республика Вьетнам                                              | Председатель ЦК Партии трудящихся Вьетнама                             | Хо Ши Мин | 1951 год—1969 год |  |
| Президент                                                | Демократическая Республика Вьетнам                                              | Демократическая Республика Вьетнам                                              | 1945 год—1969 год                                                      | Хо Ши Мин | |  |
| Премьер-министр                                          | Демократическая Республика Вьетнам                                              | Демократическая Республика Вьетнам                                              | Фам Ван Донг                                                           | 1955 год—1976 год | |  |
| Флаг Израиля                                             | Израиль                                                                         | Израиль                                                                         | Президент                                                              | Залман Шазар | 1963 год—1973 год |  |
| Флаг Израиля                                             | Израиль                                                                         | Израиль                                                                         | Премьер-министр                                                        | Леви Эшколь | 1963 год—1969 год |  |
|                                                          | Индия                                                                           | Индия                                                                           | Президент                                                              | Сарвепалли Радхакришнан | 1962 год—1967 год |  |
| Премьер-министр                                          | Индия                                                                           | Индия                                                                           | Лал Бахадур Шастри                                                     | 1964 год—1966 год | |  |
| Флаг Индонезии                                           | Индонезия                                                                       | Индонезия                                                                       | Президент                                                              | Сукарно | 1945 год—1949 год, 1950 год—1967 год |  |
| Флаг Иордании                                            | Иордания                                                                        | Иордания                                                                        | Король                                                                 | Хусейн ибн Талал | 1952 год—1999 год |  |
| Флаг Иордании                                            | Иордания                                                                        | Иордания                                                                        | Премьер-министр                                                        | Бахджат ат-Тальхуни Васфи ат-Телль | (1960 год—1962 год, 1964 год—1965 год, 1967 год—1969 год, 1969 год—1970 год) (1962 год—1963 год, 1965 год—1967 год, 1970 год—1971 год)                                                 |  |
|                                                          | Ирак                                                                            | Ирак                                                                            | Президент                                                              | Абдул Салам Ареф | 1963 год—1966 год |  |
| Премьер-министр                                          | Ирак                                                                            | Ирак                                                                            | Тахир Яхья Ариф Абд ар-Раззак Абд ар-Рахман Аль-Баззаз                 | (1963 год—1965 год, 1967 год—1968 год) 1965 год 1965 год—1966 год                                                                                                  | |  |
|                                                          | Иран                                                                            | Иран                                                                            | Шах                                                                    | Мохаммед Реза Пехлеви | 1941 год—1979 год |  |
| Премьер-министр                                          | Иран                                                                            | Иран                                                                            | Хасан Али Мансур Амир Аббас Ховейда                                    | 1964 год—1965 год 1965 год—1977 год | |  |
|                                                          | Йеменская Арабская Республика                                                   | Йеменская Арабская Республика                                                   | Президент                                                              | Абдалла Ас-Саляль | 1962 год—1967 год |  |
| Премьер-министр                                          | Йеменская Арабская Республика                                                   | Йеменская Арабская Республика                                                   | Хамуд Аль-Джаифи Хасан Аль-Амри Ахмед Мухаммед Нуман Абдалла Ас-Саляль | 1964 год—1965 год (1964 год, 1965 год, 1965 год—1966 год, 1967 год—1969 год, 1971 год) (1965 год, 1971 год) (1962 год—1963 год, 1965 год, 1966 год—1967 год)       | |  |
|                                                          | Йеменские султанаты и шейхства (протекторат Великобритании Аден)                |                                                                                 |                                                                        | | |  |
|                                                          |                                                                                 | Алави                                                                           | Шейх                                                                   | Салих ибн Сайель аль-Алави | 1940 год—1967 год |  |
|                                                          | Акраби                                                                          | Шейх                                                                            | Махмуд ибн Мухаммад аль-Акраби                                         | 1957 год—1967 год | |  |
|                                                          | Аудхали                                                                         | султан                                                                          | Салих ибн Аль-Хусейн                                                   | 1928 год—1967 год | |  |
|                                                          | Верхний Аулаки                                                                  | Султан                                                                          | Авад ибн Салих                                                         | 1935 год—1967 год | |  |
|                                                          | Верхняя Яфа                                                                     | Султан                                                                          | Мухаммад II бин Салих аль-Хархара                                      | 1948 год—1967 год | |  |
|                                                          | Дали                                                                            | Эмир                                                                            | Шафауль III бин Али аль-Амири                                          | 1954 год—1967 год | |  |
|                                                          | Касири                                                                          | Султан                                                                          | Аль-Хусейн ибн Али                                                     | 1949 год—1967 год | |  |
|                                                          | Куайти                                                                          | Султан                                                                          | Авад II ибн Салех аль-Куайти                                           | 1956 год—1966 год | |  |
|                                                          | Лахедж                                                                          | Султан                                                                          | Фадл VI ибн Абд аль-Карим                                              | 1958 год—1967 год | |  |
|                                                          | Мафлахи                                                                         | Шейх                                                                            | Аль-Касим ибн Абд аль-Рахман                                           | 1920 год—1967 год | |  |
|                                                          | Нижний Аулаки                                                                   | Султан                                                                          | Насир III ибн Айдарус аль-Аулаки                                       | 1947 год—1967 год | |  |
|                                                          | Нижняя Яфа                                                                      | Cултан                                                                          | Махмуд ибн Айдарус аль-Афифи                                           | 1958 год—1967 год | |  |
|                                                          | Фадли                                                                           | Cултан                                                                          | Насир бин Абдаллах аль-Фадли                                           | 1964 год—1967 год | |  |
|                                                          | Шаиб                                                                            | Шейх                                                                            | Нашир ибн Абдаллах аль-Саклади Яхья ибн Мутаххар аль-Саклади           | 1963 год—1965 год 1965 год—1967 год | |  |
|                                                          | Камбоджа                                                                        | Камбоджа                                                                        | Глава государства                                                      | Нородом Сианук | 1960 год—1970 год |  |
| Премьер-министр                                          | Камбоджа                                                                        | Камбоджа                                                                        | Нородом Кантол                                                         | 1962 год—1966 год | |  |
|                                                          | Катар (протекторат Великобритании)                                              | Катар (протекторат Великобритании)                                              | Эмир                                                                   | Ахмад бин Али Аль Тани | 1960 год—1972 год |  |
|                                                          | Кипр                                                                            | Кипр                                                                            | Президент                                                              | Архиепископ Макариос III | 1960 год—1974 год 1974 год—1977 год |  |
|                                                          | Китайская Народная Республика                                                   | Китайская Народная Республика                                                   | Генеральный секретарь ЦК Коммунистической партии Китая                 | Мао Цзэдун | 1943 год—1976 год |  |
| Председатель                                             | Китайская Народная Республика                                                   | Китайская Народная Республика                                                   | Лю Шаоци                                                               | 1959 год—1968 год | |  |
| Премьер Госсовета                                        | Китайская Народная Республика                                                   | Китайская Народная Республика                                                   | Чжоу Эньлай                                                            | 1949 год—1976 год | |  |
|                                                          | Китайская Республика (Тайвань)                                                  | Китайская Республика (Тайвань)                                                  | Президент                                                              | Чан Кайши | 1950 год—1975 год |  |
| Председатель Исполнительного Юаня                        | Китайская Республика (Тайвань)                                                  | Китайская Республика (Тайвань)                                                  | Янь Цзягань                                                            | 1963 год—1972 год | |  |
|                                                          | Корейская Народно-Демократическая Республика                                    | Корейская Народно-Демократическая Республика                                    | Председатель ЦК Трудовой партии Кореи                                  | Ким Ир Сен | 1949 год—1966 год |  |
| Председатель кабинета министров                          | Корейская Народно-Демократическая Республика                                    | Корейская Народно-Демократическая Республика                                    | 1948 год—1972 год                                                      | Ким Ир Сен | |  |
| Председатель Президиума Верховного народного собрания    | Корейская Народно-Демократическая Республика                                    | Корейская Народно-Демократическая Республика                                    | Чхве Ён Гон                                                            | 1957 год—1972 год | |  |
| Флаг Кувейта                                             | Кувейт                                                                          | Кувейт                                                                          | Эмир                                                                   | Абдалла ас-Салем ас-Сабах (Абдалла III) Сабах ас-Салем ас-Сабах | 1961 год—1965 год 1965 год—1977 год |  |
| Флаг Кувейта                                             | Кувейт                                                                          | Кувейт                                                                          | Премьер-министр                                                        | Сабах ас-Салем ас-Сабах Джабер аль-Ахмед ас-Сабах | 1963 год—1965 год 1965 год—1977 год |  |
|                                                          | Лаос                                                                            | Лаос                                                                            | Король                                                                 | Саванг Ватхана | 1959 год—1975 год |  |
| Премьер-министр                                          | Лаос                                                                            | Лаос                                                                            | Суванна Фума                                                           | 1951 год—1954 год, 1956 год—1958 год, 1960 год, 1962 год—1975 год                                                                                                  | |  |
| Флаг Ливана                                              | Ливан                                                                           | Ливан                                                                           | Президент                                                              | Шарль Элу | 1964 год—1970 год |  |
| Флаг Ливана                                              | Ливан                                                                           | Ливан                                                                           | Премьер-министр                                                        | Хусейн Аль-Овейни Рашид Караме | (1951 год, 1964 год—1965 год) (1955 год—1956 год, 1958 год—1960 год, 1961 год—1964 год, 1965 год—1966 год, 1966 год—1968 год, 1969 год—1970 год, 1975 год—1976 год, 1984 год—1987 год) |  |
|                                                          | Малайзия                                                                        | Малайзия                                                                        | Янг ди-Пертуан Агонг (Верховный глава)                                 | Сайед Путра Исмаил Насируддин Шах | 1960 год—1965 год 1965 год—1970 год |  |
| Премьер-министр                                          | Малайзия                                                                        | Малайзия                                                                        | Абдул Рахман                                                           | 1957 год—1970 год | |  |
| Флаг Мальдивской Республики                              | Мальдивы Протекторат Великобритании, получивший независимость 26 июля 1965 года | Мальдивы Протекторат Великобритании, получивший независимость 26 июля 1965 года | Король                                                                 | Мухаммед Фарид Диди | 1954 год—1968 год |  |
| Флаг Мальдивской Республики                              | Мальдивы Протекторат Великобритании, получивший независимость 26 июля 1965 года | Мальдивы Протекторат Великобритании, получивший независимость 26 июля 1965 года | Премьер-министр                                                        | Ибрагим Насир | 1957 год—1968 год |  |
|                                                          | Монгольская Народная Республика                                                 | Монгольская Народная Республика                                                 | Первый секретарь ЦК Монгольской народной партии                        | Юмжагийн Цеденбал | 1958 год—1984 год |  |
| Председатель Совета министров                            | Монгольская Народная Республика                                                 | Монгольская Народная Республика                                                 | 1952 год—1974 год                                                      | Юмжагийн Цеденбал | |  |
| Председатель Президиума Великого Государственного Хурала | Монгольская Народная Республика                                                 | Монгольская Народная Республика                                                 | Жамсарангийн Самбу                                                     | 1954 год—1972 год | |  |
|                                                          | Непал                                                                           | Непал                                                                           | Король                                                                 | Махендра | 1955 год—1972 год |  |
| Премьер-министр                                          | Непал                                                                           | Непал                                                                           | Тулси Гири Сурья Бахадур Тхапа                                         | (1960 год—1963 год, 1964 год—1965 год, 1975 год—1977 год) (1963 год—1964 год, 1965 год—1969 год, 1979 год—1983 год, 1997 год—1997 год, 2003 год—2004 год)          | |  |
|                                                          | Оман (протекторат Великобритании)                                               | Оман (протекторат Великобритании)                                               | Султан                                                                 | Саид бин Таймур | 1932 год—1970 год |  |
| Флаг Пакистана                                           | Пакистан                                                                        | Пакистан                                                                        | Президент                                                              | Мухаммед Айюб Хан | 1958 год—1969 год |  |
| Флаг Пакистана                                           |                                                                                 | Дир                                                                             | Наваб                                                                  | Мохаммад Шах Хосру Хан | 1960 год—1969 год |  |
| Флаг Пакистана                                           |                                                                                 | Хунза                                                                           | мир                                                                    | Мухаммад Джамаль Хан | 1945 год—1974 год |  |
|                                                          | Саудовская Аравия                                                               | Саудовская Аравия                                                               | Король                                                                 | Фейсал ибн Абдул-Азиз Аль Сауд | 1964 год—1975 год |  |
| Премьер-министр                                          | Саудовская Аравия                                                               | Саудовская Аравия                                                               | 1954 год—1960 год, 1962 год—1975 год                                   | Фейсал ибн Абдул-Азиз Аль Сауд | |  |
|                                                          | Сикким                                                                          | Сикким                                                                          | Чогьял                                                                 | Палден Тондуп Намгьял | 1963 год—1975 год |  |
| Флаг Сингапура                                           | Сингапур Вышел из состава Малайзии 9 августа 1965 года                          | Сингапур Вышел из состава Малайзии 9 августа 1965 года                          | Президент                                                              | Юсоф бин Исхак | 1965 год—1970 год |  |
| Флаг Сингапура                                           | Сингапур Вышел из состава Малайзии 9 августа 1965 года                          | Сингапур Вышел из состава Малайзии 9 августа 1965 года                          | Премьер-министр                                                        | Ли Куан Ю | 1959 год—1990 год |  |
|                                                          | Сирия                                                                           | Сирия                                                                           | Президент                                                              | Амин Аль-Хафез | 1963 год—1966 год |  |
| Премьер-министр                                          | Сирия                                                                           | Сирия                                                                           | Амин Аль-Хафез Юсуф Зуэйин                                             | (1963 год—1964 год, 1964 год—1965 год) (1965 год, 1966 год—1968 год)                                                                                               | |  |
| Флаг Таиланда                                            | Таиланд                                                                         | Таиланд                                                                         | Король                                                                 | Рама IX (Пхумипон Адульядет) | 1946 год—2016 год |  |
| Флаг Таиланда                                            | Таиланд                                                                         | Таиланд                                                                         | Премьер-министр                                                        | Таном Киттикачон | 1958 год, 1963 год—1973 год |  |
|                                                          | Турция                                                                          | Турция                                                                          | Президент                                                              | Джемаль Гюрсель | 1961 год—1966 год |  |
| Премьер-министр                                          | Турция                                                                          | Турция                                                                          | Исмет Инёню Суат Ургюплю Сулейман Демирель                             | (1923 год—1924 год, 1925 год—1937 год, 1961 год—1965 год) 1965 год (1965 год—1971 год, 1975 год—1977 год, 1977 год—1978 год, 1979 год—1980 год, 1991 год—1993 год) | |  |
|                                                          | Филиппины                                                                       | Филиппины                                                                       | Президент                                                              | Диосдадо Макапагал Фердинанд Маркос | 1961 год—1965 год 1965 год—1986 год |  |
|                                                          | Цейлон (доминион Великобритании)                                                | Цейлон (доминион Великобритании)                                                | Королева                                                               | Елизавета II | 1952 год—1972 год |  |
| Генерал-губернатор                                       | Цейлон (доминион Великобритании)                                                | Цейлон (доминион Великобритании)                                                | Уильям Гопаллава                                                       | 1962 год—1972 год | |  |
| Премьер-министр                                          | Цейлон (доминион Великобритании)                                                | Цейлон (доминион Великобритании)                                                | Сиримаво Бандаранаике Дадли Шелтон Сенанаяке                           | (1960 год—1965 год, 1970 год—1977 год, 1994 год—2000 год) (1952 год—1953 год, 1960 год, 1965 год—1970 год)                                                         | |  |
|                                                          | Южная Корея                                                                     | Южная Корея                                                                     | Президент                                                              | Пак Чонхи | 1962 год—1979 год |  |
| Премьер-министр                                          | Южная Корея                                                                     | Южная Корея                                                                     | Чон Иль Гвон                                                           | 1964 год—1970 год | |  |
|                                                          | Япония                                                                          | Япония                                                                          | Император                                                              | Хирохито (император Сёва) | 1926 год—1989 год |  |
| Премьер-министр                                          | Япония                                                                          | Япония                                                                          | Эйсаку Сато                                                            | 1964 год—1972 год | |  |

## Африка
| Флаг                                | Страна | Страна | Должность                                                                | Имя                                                                                             | Начало и конец срока                                              | Фото |
| ----------------------------------- | --- | --- | ------------------------------------------------------------------------ | ----------------------------------------------------------------------------------------------- | ----------------------------------------------------------------- | ---- |
| Флаг Алжира                         | Алжир | Алжир | Президент                                                                | Ахмед бен Белла                                                                                 | 1963 год—1965 год                                                 |      |
| Флаг Алжира                         | Алжир | Алжир | Председатель Революционного совета                                       | Хуари Бумедьен                                                                                  | 1965 год—1976 год                                                 |      |
| Флаг Кот-д’Ивуара                   | Берег Слоновой Кости                                                                                           | Берег Слоновой Кости                                                                                           | Президент                                                                | Феликс Уфуэ-Буаньи                                                                              | 1960 год—1993 год                                                 |      |
|                                     | Бурунди | Бурунди | Мвами (король)                                                           | Мвамбутса IV                                                                                    | 1915 год—1966 год                                                 |      |
| Премьер-министр                     | Бурунди | Бурунди | Альбин Ньямойя Пьер Нгендандумве Пье Масумбуко Жозеф Бамина Леопольд Биа | (1964 год—1965 год, 1972 год—1973 год) (1963 год—1964 год, 1965 год) 1965 год 1965 год—1966 год |                                                                   |      |
|                                     | Верхняя Вольта                                                                                                 | Верхняя Вольта                                                                                                 | Президент                                                                | Морис Ямеого                                                                                    | 1960 год—1966 год                                                 |      |
| Флаг Габона                         | Габон | Габон | Президент                                                                | Леон Мба                                                                                        | 1960 год—1967 год                                                 |      |
| Флаг Гамбии                         | Гамбия Британская колония, получившая независимость 18 февраля 1965 года                                       | Гамбия Британская колония, получившая независимость 18 февраля 1965 года                                       | Королева                                                                 | Елизавета II                                                                                    | 1965 год—1970 год                                                 |      |
| Флаг Гамбии                         | Гамбия Британская колония, получившая независимость 18 февраля 1965 года                                       | Гамбия Британская колония, получившая независимость 18 февраля 1965 года                                       | Генерал-губернатор                                                       | Джон Уорбертон Пол                                                                              | 1965 год—1966 год                                                 |      |
| Флаг Гамбии                         | Гамбия Британская колония, получившая независимость 18 февраля 1965 года                                       | Гамбия Британская колония, получившая независимость 18 февраля 1965 года                                       | Премьер-министр                                                          | Дауда Джавара                                                                                   | 1965 год—1970 год                                                 |      |
| Флаг Ганы                           | Гана | Гана | Президент                                                                | Кваме Нкрума                                                                                    | 1960 год—1966 год                                                 |      |
| Флаг Гвинеи                         | Гвинея | Гвинея | Президент                                                                | Ахмед Секу Туре                                                                                 | 1958 год—1984 год                                                 |      |
|                                     | Дагомея | Дагомея | Президент                                                                | Суру-Миган Апити Таиру Конгаку (и. о.) Кристоф Согло                                            | 1964 год—1965 год 1965 год (1963 год—1964 год, 1965 год—1967 год) |      |
| Премьер-министр                     | Дагомея | Дагомея | Жюстен Ахомадегбе-Тометин                                                | 1964 год—1965 год                                                                               |                                                                   |      |
|                                     | Замбия | Замбия | Президент                                                                | Кеннет Каунда                                                                                   | 1964 год—1991 год                                                 |      |
|                                     | Камерун | Камерун | Президент                                                                | Ахмаду Ахиджо                                                                                   | 1960 год—1982 год                                                 |      |
| Премьер-министр (Восточный Камерун) | Камерун | Камерун | Шарль Ассале Винсент де Поль Аханда Симон-Пьер Тшунгуи                   | 1961 год—1965 год 1965 год 1965 год—1972 год                                                    |                                                                   |      |
| Премьер-министр (Западный Камерун)  | Камерун | Камерун | Джон Нгу Фонча Огастин Нгом Джуа                                         | 1961 год—1965 год 1965 год—1968 год                                                             |                                                                   |      |
| Флаг Кении                          | Кения | Кения | Президент                                                                | Джомо Кениата                                                                                   | 1964 год—1978 год                                                 |      |
|                                     | Республика Конго                                                                                               | Республика Конго                                                                                               | Президент                                                                | Альфонс Массамба-Деба                                                                           | 1963 год—1968 год                                                 |      |
| Премьер-министр                     | Республика Конго                                                                                               | Республика Конго                                                                                               | Паскаль Лиссуба                                                          | 1963 год—1966 год                                                                               |                                                                   |      |
|                                     | Демократическая Республика Конго                                                                               | Демократическая Республика Конго                                                                               | Президент                                                                | Жозеф Касавубу Мобуту Сесе Секо                                                                 | 1960 год—1965 год 1965 год—1997 год                               |      |
| Премьер-министр                     | Демократическая Республика Конго                                                                               | Демократическая Республика Конго                                                                               | Моиз Чомбе Эварист Мутомбо Леонард Муламба                               | 1964 год—1965 год 1965 год 1965 год—1966 год                                                    |                                                                   |      |
|                                     | Либерия | Либерия | Президент                                                                | Уильям Табмен                                                                                   | 1944 год—1971 год                                                 |      |
|                                     | Ливия | Ливия | Король                                                                   | Идрис I                                                                                         | 1951 год—1969 год                                                 |      |
| Премьер-министр                     | Ливия | Ливия | Махмуд аль-Мунтасир Хуссейн Мазик                                        | (1951 год—1954 год, 1964 год—1965 год) 1965 год—1967 год                                        |                                                                   |      |
|                                     | Мавритания | Мавритания | Президент                                                                | Моктар ульд Дадда                                                                               | 1960 год—1978 год                                                 |      |
| Флаг Мадагаскара                    | Мадагаскар | Мадагаскар | Президент                                                                | Филибер Циранана                                                                                | 1959 год—1972 год                                                 |      |
|                                     | Малави | Малави | Королева                                                                 | Елизавета II                                                                                    | 1964 год—1966 год                                                 |      |
| Генерал-губернатор                  | Малави | Малави | Глен Джонс                                                               | 1964 год—1966 год                                                                               |                                                                   |      |
| Премьер-министр                     | Малави | Малави | Хастингс Банда                                                           | 1964 год—1966 год                                                                               |                                                                   |      |
| Флаг Мали                           | Мали | Мали | Президент                                                                | Модибо Кейта                                                                                    | 1960 год—1968 год                                                 |      |
| Флаг Мали                           | Мали | Мали | Премьер-министр                                                          | Модибо Кейта                                                                                    | 1960 год—1965 год                                                 |      |
| Флаг Марокко                        | Марокко | Марокко | Король                                                                   | Хасан II                                                                                        | 1961 год—1999 год                                                 |      |
| Флаг Марокко                        | Марокко | Марокко | Премьер-министр                                                          | Мухаммед Ахмед Бахнини Хасан II                                                                 | 1963 год—1965 год (1961 год—1963 год, 1965 год—1967 год)          |      |
| Флаг Нигера                         | Нигер | Нигер | Президент                                                                | Амани Диори                                                                                     | 1960 год—1974 год                                                 |      |
| Флаг Нигерии                        | Нигерия | Нигерия | Президент                                                                | Ннамди Азикиве                                                                                  | 1963 год—1966 год                                                 |      |
| Флаг Нигерии                        | Нигерия | Нигерия | Премьер-министр                                                          | Абубакар Тафава Балева                                                                          | 1960 год—1966 год                                                 |      |
|                                     | Объединённая Арабская Республика (Египет)                                                                      | Объединённая Арабская Республика (Египет)                                                                      | Президент                                                                | Гамаль Абдель Насер                                                                             | 1958 год—1970 год                                                 |      |
| Премьер-министр                     | Объединённая Арабская Республика (Египет)                                                                      | Объединённая Арабская Республика (Египет)                                                                      | Али Сабри Закария Мохи эд-Дин                                            | 1964 год—1965 год 1965 год—1966 год                                                             |                                                                   |      |
|                                     | Родезия Британская колония, провозгласившая независимость 11 ноября 1965 года. Самопровозглашённое государство | Родезия Британская колония, провозгласившая независимость 11 ноября 1965 года. Самопровозглашённое государство | Королева                                                                 | Елизавета II (формально)                                                                        | 1965 год—1970 год                                                 |      |
| Офицер-администратор правительства  | Родезия Британская колония, провозгласившая независимость 11 ноября 1965 года. Самопровозглашённое государство | Родезия Британская колония, провозгласившая независимость 11 ноября 1965 года. Самопровозглашённое государство | Клиффорд Дюпон                                                           | 1965 год—1970 год                                                                               |                                                                   |      |
| Премьер-министр                     | Родезия Британская колония, провозгласившая независимость 11 ноября 1965 года. Самопровозглашённое государство | Родезия Британская колония, провозгласившая независимость 11 ноября 1965 года. Самопровозглашённое государство | Ян Смит                                                                  | 1965 год—1979 год                                                                               |                                                                   |      |
|                                     | Руанда | Руанда | Президент                                                                | Грегуар Кайибанда                                                                               | 1961 год—1973 год                                                 |      |
|                                     | Салум (с 1960 года протекторат Сенегала)                                                                       | Салум (с 1960 года протекторат Сенегала)                                                                       | маад                                                                     | Фоде Но Гуйе Диуф                                                                               | 1935 год—1969 год                                                 |      |
|                                     | Свазиленд (протекторат Великобритании)                                                                         | Свазиленд (протекторат Великобритании)                                                                         | нгвеньяма (король)                                                       | Собуза II                                                                                       | 1899 год—1982 год                                                 |      |
| Флаг Сенегала                       | Сенегал | Сенегал | Президент                                                                | Леопольд Седар Сенгор                                                                           | 1960 год—1980 год                                                 |      |
| Флаг Сомали                         | Сомали | Сомали | Президент                                                                | Аден Абдулла Осман Даар                                                                         | 1960 год—1967 год                                                 |      |
| Флаг Сомали                         | Сомали | Сомали | Премьер-министр                                                          | Абдираззак Хаджи Хусейн                                                                         | 1964 год—1967 год                                                 |      |
|                                     | Судан | Судан | Председатель Верховного государственного совета                          | Абдель Халим Мухаммед Исмаил аль-Азхари                                                         | 1964 год—1965 год 1965 год—1969 год                               |      |
| Премьер-министр                     | Судан | Судан | Сирр аль-Хатем аль-Халифа Мухаммад Махгуб                                | 1964 год—1965 год (1965 год—1966 год, 1967 год—1969 год)                                        |                                                                   |      |
| Флаг Сьерра-Леоне                   | Сьерра-Леоне                                                                                                   | Сьерра-Леоне                                                                                                   | Королева                                                                 | Елизавета II                                                                                    | 1961 год—1971 год                                                 |      |
| Флаг Сьерра-Леоне                   | Сьерра-Леоне                                                                                                   | Сьерра-Леоне                                                                                                   | Генерал-губернатор                                                       | Генри Джосия Бостон                                                                             | 1962 год—1967 год                                                 |      |
| Флаг Сьерра-Леоне                   | Сьерра-Леоне                                                                                                   | Сьерра-Леоне                                                                                                   | Премьер-министр                                                          | Альберт Маргаи                                                                                  | 1964 год—1967 год                                                 |      |
| Флаг Танзании                       | Танзания | Танзания | Президент                                                                | Джулиус Ньерере                                                                                 | 1964 год—1985 год                                                 |      |
| Флаг Того                           | Того | Того | Президент                                                                | Николас Грюницкий                                                                               | 1963 год—1967 год                                                 |      |
|                                     | Тунис | Тунис | Президент                                                                | Хабиб Бургиба                                                                                   | 1957 год—1987 год                                                 |      |
| Флаг Уганды                         | Уганда | Уганда | Президент                                                                | Мутеса II                                                                                       | 1963 год—1966 год                                                 |      |
| Флаг Уганды                         | Уганда | Уганда | Премьер-министр                                                          | Милтон Оботе                                                                                    | 1962 год—1966 год                                                 |      |
|                                     | Центральноафриканская Республика                                                                               | Центральноафриканская Республика                                                                               | Президент                                                                | Давид Дако                                                                                      | 1960 год—1966 год, 1979 год—1981 год                              |      |
| Флаг Чада                           | Чад | Чад | Президент                                                                | Франсуа Томбалбай                                                                               | 1960 год—1975 год                                                 |      |
| Флаг Чада                           | Чад | Чад | Премьер-министр                                                          | Франсуа Томбалбай                                                                               | 1959 год—1975 год                                                 |      |
|                                     | Эфиопия | Эфиопия | Император                                                                | Хайле Селассие                                                                                  | 1930 год—1936 год, 1941 год—1974 год                              |      |
| Премьер-министр                     | Эфиопия | Эфиопия | Аклилу Хабте Вольде                                                      | 1961 год—1974 год                                                                               |                                                                   |      |
|                                     | Южно-Африканская Республика                                                                                    | Южно-Африканская Республика                                                                                    | Государственный президент                                                | Чарльз Роббертс Сварт                                                                           | 1961 год—1967 год                                                 |      |
| Премьер-министр                     | Южно-Африканская Республика                                                                                    | Южно-Африканская Республика                                                                                    | Хендрик Фервурд                                                          | 1958 год—1966 год                                                                               |                                                                   |      |

## Европа
| Флаг                                                          | Страна                                                                                     | Страна                                                                                     | Должность                                                                           | Имя | Начало и конец срока                                                        | Фото |
| ------------------------------------------------------------- | ------------------------------------------------------------------------------------------ | ------------------------------------------------------------------------------------------ | ----------------------------------------------------------------------------------- | --- | --------------------------------------------------------------------------- | ---- |
| Флаг Австрии                                                  | Австрия                                                                                    | Австрия                                                                                    | Федеральный президент                                                               | Адольф Шерф Йозеф Клаус (и. о.) Франц Йонас                                                               | 1957 год—1965 год 1965 год 1965 год—1974 год                                |      |
| Флаг Австрии                                                  | Австрия                                                                                    | Австрия                                                                                    | Федеральный канцлер                                                                 | Йозеф Клаус                                                                                               | 1964 год—1970 год                                                           |      |
|                                                               | Албания                                                                                    | Албания                                                                                    | Первый секретарь Центрального Комитета                                              | Энвер Ходжа                                                                                               | 1941 год—1985 год                                                           |      |
| Председатель Президиума Народного собрания                    | Албания                                                                                    | Албания                                                                                    | Хаджи Леши                                                                          | 1953 год—1982 год                                                                                         |                                                                             |      |
| Председатель Совета министров                                 | Албания                                                                                    | Албания                                                                                    | Мехмет Шеху                                                                         | 1954 год—1981 год                                                                                         |                                                                             |      |
| Флаг Андорры                                                  | Андорра                                                                                    | Андорра                                                                                    | Соправители                                                                         | Шарль Де Голль Президент Французской Республики                                                           | 1959 год—1969 год                                                           |      |
| Флаг Андорры                                                  | Андорра                                                                                    | Андорра                                                                                    | Соправители                                                                         | Рамон Иглеисас-и-Навори Епископ Урхельский                                                                | 1943 год—1969 год                                                           |      |
| Флаг Бельгии                                                  | Бельгия                                                                                    | Бельгия                                                                                    | Король                                                                              | Бодуэн | 1951 год—1993 год                                                           |      |
| Флаг Бельгии                                                  | Бельгия                                                                                    | Бельгия                                                                                    | Премьер-министр                                                                     | Теодор Лефевр Пьер Армель                                                                                 | 1961 год—1965 год 1965 год—1966 год                                         |      |
|                                                               | Народная Республика Болгария                                                               | Народная Республика Болгария                                                               | Генеральный (Первый) секретарь ЦК Болгарской коммунистической партии                | Тодор Живков                                                                                              | 1954 год—1989 год                                                           |      |
| Председатель Совета министров                                 | Народная Республика Болгария                                                               | Народная Республика Болгария                                                               | 1962 год—1971 год                                                                   | Тодор Живков                                                                                              |                                                                             |      |
| Председатель Президиума Народного собрания                    | Народная Республика Болгария                                                               | Народная Республика Болгария                                                               | Георгий Трайков                                                                     | 1964 год—1971 год                                                                                         |                                                                             |      |
| Флаг Ватикана                                                 | Ватикан                                                                                    | Ватикан                                                                                    | Папа                                                                                | Павел VI                                                                                                  | 1963 год—1978 год                                                           |      |
| Флаг Ватикана                                                 | Ватикан                                                                                    | Ватикан                                                                                    | Государственный секретарь                                                           | кардинал Амлето Джованни Чиконьяни                                                                        | 1961 год—1969 год                                                           |      |
|                                                               | Великобритания                                                                             | Великобритания                                                                             | Королева                                                                            | Елизавета II                                                                                              | 1952 год—2022 год                                                           |      |
| Премьер-министр                                               | Великобритания                                                                             | Великобритания                                                                             | Гарольд Вильсон                                                                     | 1964 год—1970 год, 1974 год—1976 год                                                                      |                                                                             |      |
| Флаг Венгрии                                                  | Венгерская Народная Республика                                                             | Венгерская Народная Республика                                                             | Генеральный секретарь ЦК Венгерской социалистической рабочей партии                 | Янош Кадар                                                                                                | 1956 год—1988 год                                                           |      |
| Флаг Венгрии                                                  | Венгерская Народная Республика                                                             | Венгерская Народная Республика                                                             | Председатель Президиума Венгерской Народной Республики                              | Иштван Доби                                                                                               | 1952 год—1967 год                                                           |      |
| Флаг Венгрии                                                  | Венгерская Народная Республика                                                             | Венгерская Народная Республика                                                             | Председатель Совета министров                                                       | Янош Кадар Дьюла Каллаи                                                                                   | (1956 год—1958 год, 1961 год—1965 год) 1965 год—1967 год                    |      |
|                                                               | Германская Демократическая Республика                                                      | Германская Демократическая Республика                                                      | Генеральный секретарь ЦК Социалистической единой партия Германии                    | Вальтер Ульбрихт                                                                                          | 1950 год—1971 год                                                           |      |
| Председатель Государственного совета                          | Германская Демократическая Республика                                                      | Германская Демократическая Республика                                                      | 1960 год—1973 год                                                                   | Вальтер Ульбрихт                                                                                          |                                                                             |      |
| Председатель Совета министров                                 | Германская Демократическая Республика                                                      | Германская Демократическая Республика                                                      | Вилли Штоф                                                                          | (1964 год—1973 год, 1976 год—1989 год                                                                     |                                                                             |      |
|                                                               | Греция                                                                                     | Греция                                                                                     | Король                                                                              | Константин II                                                                                             | 1964 год—1974 год                                                           |      |
| Премьер-министр                                               | Греция                                                                                     | Греция                                                                                     | Георгиос Папандреу Георгиос Афанасиадис-Новас Илиас Циримокос Стефанос Стефанопулос | (1944 год—1945 год, 1963 год, 1964 год—1965 год) 1965 год 1965 год—1966 год                               |                                                                             |      |
| Флаг Дании                                                    | Дания                                                                                      | Дания                                                                                      | Король                                                                              | Фредерик IX                                                                                               | 1947 год—1972 год                                                           |      |
| Флаг Дании                                                    | Дания                                                                                      | Дания                                                                                      | Премьер-министр                                                                     | Йенс Отто Краг                                                                                            | 1962 год—1968 год, 1971 год—1972 год                                        |      |
| Флаг Ирландии                                                 | Ирландия                                                                                   | Ирландия                                                                                   | Президент                                                                           | Имон де Валера                                                                                            | 1959 год—1973 год                                                           |      |
| Флаг Ирландии                                                 | Ирландия                                                                                   | Ирландия                                                                                   | Премьер-министр (тишек)                                                             | Шон Лемассн                                                                                               | 1959 год—1966 год                                                           |      |
| Флаг Исландии                                                 | Исландия                                                                                   | Исландия                                                                                   | Президент                                                                           | Аусгейр Аусгейрссон                                                                                       | 1952 год—1968 год                                                           |      |
| Флаг Исландии                                                 | Исландия                                                                                   | Исландия                                                                                   | Премьер-министр                                                                     | Бьярни Бенедиктссон                                                                                       | 1961 год, 1963 год—1970 год                                                 |      |
|                                                               | Испания                                                                                    | Испания                                                                                    | Каудильо                                                                            | Франсиско Франко                                                                                          | 1936 год—1975 год                                                           |      |
| Премьер-министр                                               | Испания                                                                                    | Испания                                                                                    | 1938 год—1973 год                                                                   | Франсиско Франко                                                                                          |                                                                             |      |
|                                                               | Италия                                                                                     | Италия                                                                                     | Президент                                                                           | Джузеппе Сарагат                                                                                          | 1964 год—1971 год                                                           |      |
| Премьер-министр                                               | Италия                                                                                     | Италия                                                                                     | Альдо Моро                                                                          | 1963 год—1968 год, 1974 год—1976 год                                                                      |                                                                             |      |
|                                                               | Лихтенштейн                                                                                | Лихтенштейн                                                                                | Князь                                                                               | Франц Иосиф II                                                                                            | 1938 год—1989 год                                                           |      |
| Премьер-министр                                               | Лихтенштейн                                                                                | Лихтенштейн                                                                                | Герард Батлинерд                                                                    | 1962 год—1970 год                                                                                         |                                                                             |      |
| Флаг Люксембурга                                              | Люксембург                                                                                 | Люксембург                                                                                 | Великий герцог                                                                      | Жан | 1964 год—2000 год                                                           |      |
| Флаг Люксембурга                                              | Люксембург                                                                                 | Люксембург                                                                                 | Премьер-министр                                                                     | Пьер Вернер                                                                                               | 1959 год—1974 год, 1979 год—1984 год                                        |      |
| Флаг Мальты                                                   | Мальта                                                                                     | Мальта                                                                                     | Королева                                                                            | Елизавета II                                                                                              | 1964 год — 1974 год                                                         |      |
| Флаг Мальты                                                   | Мальта                                                                                     | Мальта                                                                                     | Генерал-губернатор                                                                  | Морис Дорман                                                                                              | 1964 год—1971 год                                                           |      |
| Флаг Мальты                                                   | Мальта                                                                                     | Мальта                                                                                     | Премьер-министр                                                                     | Джордж Борг Оливер                                                                                        | 1964 год—1971 год                                                           |      |
| Флаг Монако                                                   | Монако                                                                                     | Монако                                                                                     | Князь                                                                               | Ренье III                                                                                                 | 1949 год—2005 год                                                           |      |
| Флаг Монако                                                   | Монако                                                                                     | Монако                                                                                     | Премьер-министр                                                                     | Жан Реймон                                                                                                | 1963 год—1966 год                                                           |      |
| Флаг Нидерландов                                              | Нидерланды                                                                                 | Нидерланды                                                                                 | Королева                                                                            | Юлиана | 1948 год—1980 год                                                           |      |
| Флаг Нидерландов                                              | Нидерланды                                                                                 | Нидерланды                                                                                 | Премьер-министр                                                                     | Виктор Марейнен Йозеф Калс                                                                                | 1963 год—1965 год 1965 год—1966 год                                         |      |
| Флаг Норвегии                                                 | Норвегия                                                                                   | Норвегия                                                                                   | Король                                                                              | Улаф V | 1957 год—1991 год                                                           |      |
| Флаг Норвегии                                                 | Норвегия                                                                                   | Норвегия                                                                                   | Премьер-министр                                                                     | Эйнар Герхардсен Пер Бортен                                                                               | (1945 год—1951 год, 1955 год—1963 год, 1963 год—1965 год) 1965 год—1971 год |      |
| Флаг Польши                                                   | Польская Народная Республика                                                               | Польская Народная Республика                                                               | Председатель ЦК Польской объединенной рабочей партии                                | Владислав Гомулка                                                                                         | 1956 год—1970 год                                                           |      |
| Флаг Польши                                                   | Польская Народная Республика                                                               | Польская Народная Республика                                                               | Председатель Государственного совета                                                | Эдвард Охаб                                                                                               | 1964 год—1968 год                                                           |      |
| Флаг Польши                                                   | Польская Народная Республика                                                               | Польская Народная Республика                                                               | Председатель Совета министров                                                       | Юзеф Циранкевич                                                                                           | 1954 год—1970 год                                                           |      |
|                                                               | Португалия                                                                                 | Португалия                                                                                 | Президент                                                                           | Америку де Деуш Томаш                                                                                     | 1958 год—1974 год                                                           |      |
| Премьер-министр                                               | Португалия                                                                                 | Португалия                                                                                 | Антониу ди Салазар                                                                  | 1932 год—1968 год                                                                                         |                                                                             |      |
|                                                               | Румынская Народная Республика С 21 августа 1965 года — Социалистическая Республика Румыния | Румынская Народная Республика С 21 августа 1965 года — Социалистическая Республика Румыния | Генеральный (первый) секретарь ЦК Румынской коммунистической партии                 | Георге Георгиу-Деж Николае Чаушеску                                                                       | (1944 год—1954 год, 1955 год—1965 год) 1965 год—1989 год                    |      |
| Председатель Государственного Совета                          | Румынская Народная Республика С 21 августа 1965 года — Социалистическая Республика Румыния | Румынская Народная Республика С 21 августа 1965 года — Социалистическая Республика Румыния | Георге Георгиу-Деж Киву Стойка                                                      | 1961 год—1965 год 1965 год—1967 год                                                                       |                                                                             |      |
| Премьер-министр                                               | Румынская Народная Республика С 21 августа 1965 года — Социалистическая Республика Румыния | Румынская Народная Республика С 21 августа 1965 года — Социалистическая Республика Румыния | Ион Георге Маурер                                                                   | 1961 год—1974 год                                                                                         |                                                                             |      |
| Флаг Сан-Марино                                               | Сан-Марино                                                                                 | Сан-Марино                                                                                 | Капитаны-регенты                                                                    | Джузеппе Микелони и Пьер Марино Муларони Ферруччо Пива и Федерико Караттони Альваро Касали и Пьетро Реффи | 1964 год—1965 год 1965 год 1965 год—1966 год                                |      |
|                                                               | Союз Советских Социалистических Республик                                                  | Союз Советских Социалистических Республик                                                  | Первый секретарь ЦК КПСС                                                            | Леонид Брежнев                                                                                            | 1964 год—1982 год                                                           |      |
| Председатель Совета министров                                 | Союз Советских Социалистических Республик                                                  | Союз Советских Социалистических Республик                                                  | Алексей Косыгин                                                                     | 1964 год—1980 год                                                                                         |                                                                             |      |
| Председатель Президиума Верховного Совета СССР                | Союз Советских Социалистических Республик                                                  | Союз Советских Социалистических Республик                                                  | Анастас Микоян Николай Подгорный                                                    | 1964 год—1965 год 1965 год—1977 год                                                                       |                                                                             |      |
|                                                               | Федеративная Республика Германии                                                           | Федеративная Республика Германии                                                           | Федеральный президент                                                               | Генрих Любке                                                                                              | 1959 год—1969 год                                                           |      |
| Федеральный канцлер                                           | Федеративная Республика Германии                                                           | Федеративная Республика Германии                                                           | Людвиг Эрхард                                                                       | 1963 год—1966 год                                                                                         |                                                                             |      |
|                                                               | Финляндия                                                                                  | Финляндия                                                                                  | Президент                                                                           | Урхо Калева Кекконен                                                                                      | 1956 год—1982 год                                                           |      |
| Премьер-министр                                               | Финляндия                                                                                  | Финляндия                                                                                  | Йоханнес Виролайнен                                                                 | 1964 год—1966 год                                                                                         |                                                                             |      |
|                                                               | Франция                                                                                    | Франция                                                                                    | Президент                                                                           | Шарль де Голль                                                                                            | 1959 год—1969 год                                                           |      |
| Премьер-министр                                               | Франция                                                                                    | Франция                                                                                    | Жорж Помпиду                                                                        | 1962 год—1968 год                                                                                         |                                                                             |      |
|                                                               | Чехословацкая Социалистическая Республика                                                  | Чехословацкая Социалистическая Республика                                                  | Президент                                                                           | Антонин Новотный                                                                                          | 1957 год—1968 год                                                           |      |
| Генеральный секретарь ЦК Коммунистической партии Чехословакии | Чехословацкая Социалистическая Республика                                                  | Чехословацкая Социалистическая Республика                                                  | 1953 год—1968 год                                                                   | Антонин Новотный                                                                                          |                                                                             |      |
| Премьер-министр                                               | Чехословацкая Социалистическая Республика                                                  | Чехословацкая Социалистическая Республика                                                  | Йозеф Ленарт                                                                        | 1963 год—1968 год                                                                                         |                                                                             |      |
| Флаг Швейцарии                                                | Швейцария                                                                                  | Швейцария                                                                                  | Президент                                                                           | Ханс-Петер Чуди                                                                                           | 1965 год, 1970 год                                                          |      |
|                                                               | Швеция                                                                                     | Швеция                                                                                     | Король                                                                              | Густав VI Адольф                                                                                          | 1950 год—1973 год                                                           |      |
| Премьер-министр                                               | Швеция                                                                                     | Швеция                                                                                     | Таге Фритьоф Эрландер                                                               | 1946 год—1969 год                                                                                         |                                                                             |      |
|                                                               | Югославия                                                                                  | Югославия                                                                                  | Председатель Президиума ЦК Союза коммунистов Югославии                              | Иосип Броз Тито                                                                                           | 1945 год—1980 год                                                           |      |
| Президент                                                     | Югославия                                                                                  | Югославия                                                                                  | 1953 год—1980 год                                                                   | Иосип Броз Тито                                                                                           |                                                                             |      |
| Председатель Союзного исполнительного веча                    | Югославия                                                                                  | Югославия                                                                                  | Петар Стамболич                                                                     | 1963 год—1967 год                                                                                         |                                                                             |      |

## Океания
| Флаг                | Страна                                                                        | Должность          | Имя                                       | Начало и конец срока                 | Фото |
| ------------------- | ----------------------------------------------------------------------------- | ------------------ | ----------------------------------------- | ------------------------------------ | ---- |
| Флаг Австралии      | Австралия                                                                     | Королева           | Елизавета II                              | 1952 год—2022 год                    |      |
| Флаг Австралии      | Австралия                                                                     | Генерал-губернатор | Уильям Сидни Ричард Кейси                 | 1961 год—1965 год 1965 год—1969 год  |      |
| Флаг Австралии      | Австралия                                                                     | Премьер-министр    | Роберт Мензис                             | 1939 год—1941 год, 1949 год—1966 год |      |
| Флаг Новой Зеландии | Новая Зеландия                                                                | Королева           | Елизавета II                              | 1952 год—2022 год                    |      |
| Флаг Новой Зеландии | Новая Зеландия                                                                | Генерал-губернатор | Бернард Фергюссон                         | 1962 год—1967 год                    |      |
| Флаг Новой Зеландии | Новая Зеландия                                                                | Премьер-министр    | Кит Холиок                                | 1957 год, 1960 год—1972 год          |      |
| Флаг островов Кука  | Острова Кука (государственное образование, ассоциированное с Новой Зеландией) | Премьер-министр    | Альберт Генри                             | 1965 год—1978 год                    |      |
| Флаг Самоа          | Западное Самоа                                                                | О ле Ао О ле Мало  | Малиетоа Танумафили II Сусуга             | 1962 год—2007 год                    |      |
| Флаг Самоа          | Западное Самоа                                                                | Премьер            | Фиаме Матаʻафа Фаумуина Мулинуʻу II       | 1962 год—1970 год, 1973 год—1975 год |      |
| Флаг Тонги          | Тонга (протекторат Великобритании)                                            | Король             | Салоте Тупоу III Тауфа’ахау Тупоу IV      | 1918 год—1965 год 1965 год—2006 год  |      |
| Флаг Тонги          | Тонга (протекторат Великобритании)                                            | Премьер            | Тауфа’ахау Тупоулахи Фатафехи Туипелехаке | 1949 год—1965 год 1965 год—1991 год  |      |

## Северная и Центральная Америка
| Флаг                          | Страна                    | Должность                        | Имя                                                                            | Начало и конец срока                         | Фото |
| ----------------------------- | ------------------------- | -------------------------------- | ------------------------------------------------------------------------------ | -------------------------------------------- | ---- |
|                               | Гаити                     | Президент                        | Франсуа Дювалье                                                                | 1957 год—1971 год                            |      |
| Флаг Гватемалы                | Гватемала                 | Президент                        | Энрике Перальта Асурдия                                                        | 1963 год—1966 год                            |      |
| Флаг Гондураса                | Гондурас                  | Президент                        | Освальдо Лопес Арельяно                                                        | 1963 год—1971 год, 1972 год—1975 год         |      |
| Флаг Доминиканской Республики | Доминиканская Республика  | Президент                        | Дональд Рейд Кабраль Хосе Рафаэль Молина Франсиско Кааманьо Эктор Гарсия Годой | 1963 год—1965 год 1965 год 1965 год—1966 год |      |
| Флаг Доминиканской Республики | Доминиканская Республика  | Главы военной хунты в Сан-Исидро | Педро Бенуа Вандерхорст Антонио Имберт Баррера                                 | 1965 год 1965 год                            |      |
| Флаг Канады                   | Канада                    | Королева                         | Елизавета II                                                                   | 1952 год—2022 год                            |      |
| Флаг Канады                   | Канада                    | Генерал-губернатор               | Жорж Ванье                                                                     | 1959 год—1967 год                            |      |
| Флаг Канады                   | Канада                    | Премьер-министр                  | Лестер Пирсон                                                                  | 1963 год—1968 год                            |      |
|                               | Коста-Рика                | Президент                        | Франсиско Орлич Больмарсич                                                     | 1962 год—1966 год                            |      |
|                               | Куба                      | Премьер-министр                  | Фидель Кастро                                                                  | 1965 год—2011 год                            |      |
| Премьер-министр               | Куба                      | 1959 год—2008 год                | Фидель Кастро                                                                  |                                              |      |
| Президент                     | Куба                      | Освальд Дортикос Торрадо         | 1959 год—1976 год                                                              |                                              |      |
|                               | Мексика                   | Президент                        | Густаво Диас Ордас                                                             | 1964 год—1970 год                            |      |
|                               | Никарагуа                 | Президент                        | Рене Шик Гутьеррес                                                             | 1963 год—1966 год                            |      |
|                               | Панама                    | Президент                        | Марко Аурелио Роблес                                                           | 1964 год—1968 год                            |      |
| Флаг Сальвадора               | Сальвадор                 | Президент                        | Хулио Ривера Карбальо                                                          | 1962 год—1967 год                            |      |
| Флаг США                      | Соединённые Штаты Америки | Президент                        | Линдон Джонсон                                                                 | 1963 год—1969 год                            |      |
| Флаг Тринидада и Тобаго       | Тринидад и Тобаго         | Королева                         | Елизавета II                                                                   | 1962 год — 1976 год                          |      |
| Флаг Тринидада и Тобаго       | Тринидад и Тобаго         | Генерал-губернатор               | Соломон Хочой                                                                  | 1962 год—1972 год                            |      |
| Флаг Тринидада и Тобаго       | Тринидад и Тобаго         | Премьер-министр                  | Эрик Уильямс                                                                   | 1962 год—1981 год                            |      |
| Флаг Ямайки                   | Ямайка                    | Королева                         | Елизавета II                                                                   | 1962 год—2022 год                            |      |
| Флаг Ямайки                   | Ямайка                    | Генерал-губернатор               | Клиффорд Кэмпбеллд                                                             | 1962 год—1973 год                            |      |
| Флаг Ямайки                   | Ямайка                    | Премьер-министр                  | Александр Бустаманте                                                           | 1962 год—1967 год                            |      |

## Южная Америка
| Флаг           | Страна    | Должность                                         | Имя                                             | Начало и конец срока                 | Фото |
| -------------- | --------- | ------------------------------------------------- | ----------------------------------------------- | ------------------------------------ | ---- |
| Флаг Аргентины | Аргентина | Президент                                         | Артуро Умберто Ильиа                            | 1963 год—1966 год                    |      |
| Флаг Боливии   | Боливия   | Сопредседатели Военной правительственной хунты    | Рене Баррьентос Ортуньо Альфредо Овандо Кандиао | 1964 год—1966 год                    |      |
|                | Бразилия  | Президент                                         | Умберту Кастелу Бранку                          | 1964 год—1967 год                    |      |
|                | Венесуэла | Президент                                         | Рауль Леони                                     | 1964 год—1969 год                    |      |
| Флаг Колумбии  | Колумбия  | Президент                                         | Гильермо Леон Валенсия                          | 1962 год—1966 год                    |      |
|                | Парагвай  | Президент                                         | Альфредо Стресснер                              | 1954 год—1989 год                    |      |
| Флаг Перу      | Перу      | Президент                                         | Фернандо Белаунде Терри                         | 1963 год—1968 год, 1980 год—1985 год |      |
| Флаг Перу      | Перу      | Председатель Совета министров                     | Фернандо Швальб Даниэль Бесерра                 | 1963 год—1965 год 1965 год—1967 год  |      |
| Флаг Уругвая   | Уругвай   | Президент Национального правительственного совета | Луис Джаннаттасио Вашингтон Бельтран            | 1964 год—1965 год 1965 год—1966 год  |      |
| Флаг Чили      | Чили      | Президент                                         | Эдуардо Фрей Монтальва                          | 1964 год—1970 год                    |      |
| Флаг Эквадора  | Эквадор   | Президент                                         | Рамон Кастро Хихон                              | 1963 год—1966 год                    |      |

## Комментарии
1. ↑  Скончался 24 июня 1965 года в возрасте ок. 70 лет.
2. ↑  Подал в отставку 21 декабря 1965 года в связи с внутрипартийным конфликтом и роспуском Регионального руководства БААС.
3. ↑  Свергнут в ходе военного переворота, организованного военным лидером и его личным другом Хуари Бумедьеном. Восемь месяцев провел в подземной тюрьме, затем в течение следующих 14 лет прожил под домашним арестом. В 1980 году выехал во Францию, в 1990 году вернулся в Алжир.
4. ↑  19 июня 1965 г. возглавил военный переворот и стал председателем Революционного совета, а затем и Совета министров.
5. ↑  Смещён с поста после того, как установил дипломатические отношения с Китайской Народной Республикой. Арестован 16 января после убийства своего преемника.
6. ↑  Представитель народности хуту. Застрелен 15 января представителем народности тутси, работавшим в посольстве США. Убийство П.Нгендандумве стало началом многолетнего конфликта между хуту и тутси.
7. ↑  Временно исполнял обязанности премьер-министра.
8. ↑  Представитель народности хуту. Разорвал дипломатические отношения с КНР и провёл парламентские выборы, завершившиеся победой представителей хуту. В сентябре избран председателем Сената. Казнён 15 декабря 1965 года после попытки переворота, предпринятой офицерами-хуту.
9. ↑  Представитель народности тутси. Принц, личный секретарь короля, назначен на пост вопреки итогам парламентских выборов мая 1965 года. После того, как 18 октября 1965 года офицеры-хуту попытались совершить переворот, начал репрессии против народности хуту.
10. ↑  Подал в отставку по требованию армии в ходе конфликта с вице-президентом и премьер-министром Ж.Ахомадегбе. После декабрьского переворота эмигрировал в Париж. Вернулся в страну после переворота 1970 года, был членом правящего Президентского совета. После переворота 1972 года арестован. Освобождён в 1981 году, эмигрировал в Париж, где скончался в 1989 году.
11. ↑  Председатель Национального собрания. Исполнял обязанности президента в период политического кризиса. Смещён в ходе переворота 22 декабря 1965 года. Скончался в 1994 году.
12. ↑  Военный, генерал, начальник Генерального штаба, глава военного правительства в 1963—1964 годах. Захватил власть в ходе военного переворота утром 22 декабря 1965 года.
13. ↑  Пост вновь упразднен 19 ноября 1965 года.
14. ↑  Эмигрировал в Париж после декабрьского переворота. В 1972 году председатель Президентского совета Дагомеи.
15. ↑  Свергнут в результате переворота 25 ноября 1965 года. Арестован, сослан на свою ферму в провинцию, где скончался в 1969 году.
16. ↑  Военный, генерал-лейтенант, главнокомандующий вооружёнными силами. 26 ноября 1965 года было объявлено о реформе конституции и назначении Мобуту президентом без проведения выборов. Срок полномочий — 5 лет, до ноября 1970 года.
17. ↑  Срок полномочий переходного правительства истёк в связи с избранием нового парламента. С 9 октября президент Касавубу и парламентские фракции требовали отставки Чомбе, после чего 13 октября Касавубу отправил правительство в отставку своим декретом. После переворота 25 ноября 1965 года бежал в Испанию. Заочно приговорён к смертной казни. В 1967 году арестован властями Алжира. В 1969 году скончался от сердечного приступа в алжирской тюрьме.
18. ↑  Лидер партии БУЛУБАКАТ, депутат, выходец из Катанги. Был министром иностранных дел сепаратистского правительства Катанги. Вечером 13 октября представил состав своего кабинета, который был утверждён президентом 18 октября. 13 ноября парламент вынес правительству вотум недоверия (134 против 124). 16 ноября согласился сформировать новое правительства, но был смещён и арестован в ходе переворота 25 ноября. В конце мая 1966 года был обвинён в заговоре и публично повешен на столичном стадионе 1 июня 1966 года.
19. ↑  Военный, полковник, командующий войсками в Северо-восточной провинции. Срок полномочий правительства — 5 лет, до ноября 1970 года.
20. ↑  В 1965 году пост упразднен.
21. ↑  Прямое королевское правление Хассана II.
22. ↑  31 октября 1965 года был назначен вице-президентом страны и возглавил работу по дальнейшему созданию правящей партии Арабский социалистический союз. В 1971 году смещён со всех постов и приговорён к тюремному заключению. После освобождения был вне политики. Скончался в 1991 году в Каире от сердечного приступа.
23. ↑  Военный, генерал. Один из руководителей Июльской революции 1952 года. Министр внутренних дел.
24. ↑  Скончался 28 февраля 1965 года в Вене в возрасте 74 лет.
25. ↑  Скончался 19 марта 1965 года в Бухаресте от рака лёгких в возрасте 63 лет.
26. ↑  Скончалась 19 декабря 1965 года в Окленде (Новая Зеландия) в возрасте 65 лет.
27. ↑  Адвокат и коммерсант, специализировался на поставках для армии и полиции. Председатель Триумвирата. >Ушёл в отставку после начала вооружённого восстания 25 апреля 1965 года. В 1990-х годах возглавил Христианско-социальную рефомистскую партию. Скончался в 2006 году.
28. ↑  Председатель Палаты депутатов, временно принял на себя обязанности главы государства. Юрист, доктор права, преподаватель столичного университета. Был вице-президентом в 1963 году. 27 апреля скрылся в посольстве Колумбии и был лишён полномочий. После нормализации обстановки в стране был послом во Франции, занимал ряд других постов. Скончался в 2000 году.
29. ↑  Военный, полковник в отставке. Лидер конституционалистского движения в армии. Временно принял на себя обязанности главы государства после бегства Х. Р. Молины. 3 мая 1965 года собравшиеся депутаты Национального конгресса утвердили его на посту временного президента. 28 августа подписал Акт примирения и Конституционный акт, которые должны были положить конец гражданской войне, после чего ушёл в отставку и в декабре был отправлен военным атташе в Лондон. В 1973 году предпринял попытку организации партизанского движения и был убит в ходе боёв с правительственными войсками.
30. ↑  Юрист, дипломат, банкир. Министр иностранных дел в 1963 году. Назначен временным президентом в результате компромисса между конституционалистами Ф.Кааманьо и хунтой в Сан-Исидро. Должен был провести свободные выборы и передать власть избранному президенту.
31. ↑  Военный, полковник. Сформировал правительственную хунту на авиабазе Сан-Исидро. Передал власть генералу А.Имберту. В дальнейшем серьёзной политической роли не играл. Скончался в 2012 году.
32. ↑  Военный, генерал. 29 апреля был доставлен на авианосец ВМС США «Боксёр», где была достигнута договорённость о том, что он возглавит хунту в Сан-Исидро. Лидер правой группировки армейского командования. Участник убийства диктатора Рафаэля Трухильо в 1961 году и руководитель переворота 1963 года. Подписал Акт примирения и Конституционный акт и 30 августа сложил полномочия. В 1966 году новое правительство запретило ему посещать воинские части. Застрелен в Санто-Доминго возле своего автомобиля 27 марта 1967 года.